# بورتريه إميليا بيا دا مونتيفيلترو
بورتريه إميليا بيا دا مونتيفيلترو هي لوحة من عامي 1504 و1505، ينسبها البعض إلى فنان عصر النهضة الإيطالي رافائيل، وهي محفوظة في متحف بالتيمور للفنون في الولايات المتحدة.

## تاريخ
الجزء الخلفي من العمل يحتوي على نقش يقول: "إميليا بيا دا مونتيفيلترو" وخَتْم يحمل سطرًا غير كامل، يُفسَّر عادةً على أنه "[فو]نديكو تيديسكو دي ف[ينيزيا]"، أي "فونداكو دي تيديسكي في البندقية".
ربما كانت اللوحة جزءًا من المجموعة الدوقية في أربينة، ونقلت إلى فلورنسا عام 1625 كجزء من جهاز زواج فيتوريا ديلا روفيري. وبعد ذلك وُجدت في فيينا، ثم في إيرلينباخ قرب زيورخ، ثم بيعت لاحقًا إلى معرض كلاينبيرغر في نيويورك، الولايات المتحدة الأمريكية، ومن هناك وصلت إلى مقرها الحالي.
تأكيد هوية الشخصية المرسومة (زوجة أنطونيو دا مونتيفيلترو، التي وُصفت في كتاب بالداساري كاستيليوني "كتاب رجل البلاط") يأتي من خلال ميدالية تُنسب إلى أدريانو فيورنتينو. ومع ذلك، فإن نسب اللوحة إلى رافائيل لا يزال موضع جدل، تمامًا كما هو الحال مع "بورتريه إليزابيتا غونزاغا" المحفوظ في معرض أوفيزي. في الواقع، كانت إميليا بيا مقربة من إليزابيتا غونزاغا، وربما نفذ بورتريه لها لمحاكاة بورتريه الأخيرة.